# Ньюзмейкер
Ньюзмейкер — людина, чи організація, діяльність якої передбачає публічність і становить постійний значний інтерес для ЗМІ. Ньюзмейкерами можуть бути представники політичних, культурних чи бізнесових еліт, а також люди, які потрапили в незвичайні обставини. Інше значення — журналіст, який знаходить нову, суспільно важливу інформацію чи редактор рубрики новин, або журналіст, який отримує інформацію за допомогою експерименту.

## Види ньюзмейкерів
- Посадові ньюзмейкери, що стали такими в силу свого положення, посади або статусу: чиновники, керівники, політики, бізнесмени;
- Харизматичні ньюзмейкери, що стали такими завдяки своїм особистим якостям: артисти, шоу-зірки, телеведучі;
- Ненавмисні ньюзмейкери: очевидці події, які випадково опинилися в гущі подій;

## Критерії відбору ньюзмейкерів
Ньюзмейкер, як вид джерела інформації повинен задовольняти певні вимоги, які журналіст повинен враховувати, перш ніж використовувати в своїх матеріалах отриману від нього інформацію. Основними критеріями відбору ньюсмейкерів при створенні матеріалу є;
- репутація: достовірність ньюзмейкер визначається рівнем надходженої  від нього інформації. Чим вище відсоток підтвердженої інформації (здійснились прогнозів, підтверджених повідомлень і т. д.),тим вірогідніше джерело, тим вище його репутація. Однак не слід забувати, що навіть самий перевірений ньюзмейкер може поступитися своєю репутації заради досягнення особистої вигоди.
- ангажованість: чим більш незалежне джерело, тим більш об'єктивна надходить від нього інформація, а значить, і більш достовірна.
- компетентність і професіоналізм: в даному випадку необхідно враховувати, наскільки ньюзмейкер розбирається в темі, що цікавить журналіста, наскільки він компетентний виступати в якості джерела.
- наявність зв'язків на більш високому рівні: дозволяє зрозуміти, чи дійсно ньюзмейкер володіє інсайд  інформацією, або надає завідомо неправдиву інформацію, переслідуючи особисті цілі